# Groß-Siegharts
Groß-Siegharts è un comune austriaco di 2 788 abitanti nel distretto di Waidhofen an der Thaya, in Bassa Austria; ha lo status di città (Stadtgemeinde).